# Melissa (bande dessinée)
Pour les articles homonymes, voir Melissa.
Melissa est une série de bande dessinée fantastique.
- Scénario, dessins et couleurs : Alexis Laumaillé

## Albums
- Tome 1 : La Mort de Manon (2004)
- Tome 2 : Au fil du hasard (2006)

## Publication
- Delcourt (Collection Insomnie) : Tomes 1 et 2 (première édition des tomes 1 et 2).